# 패멀라 린던 트래버스

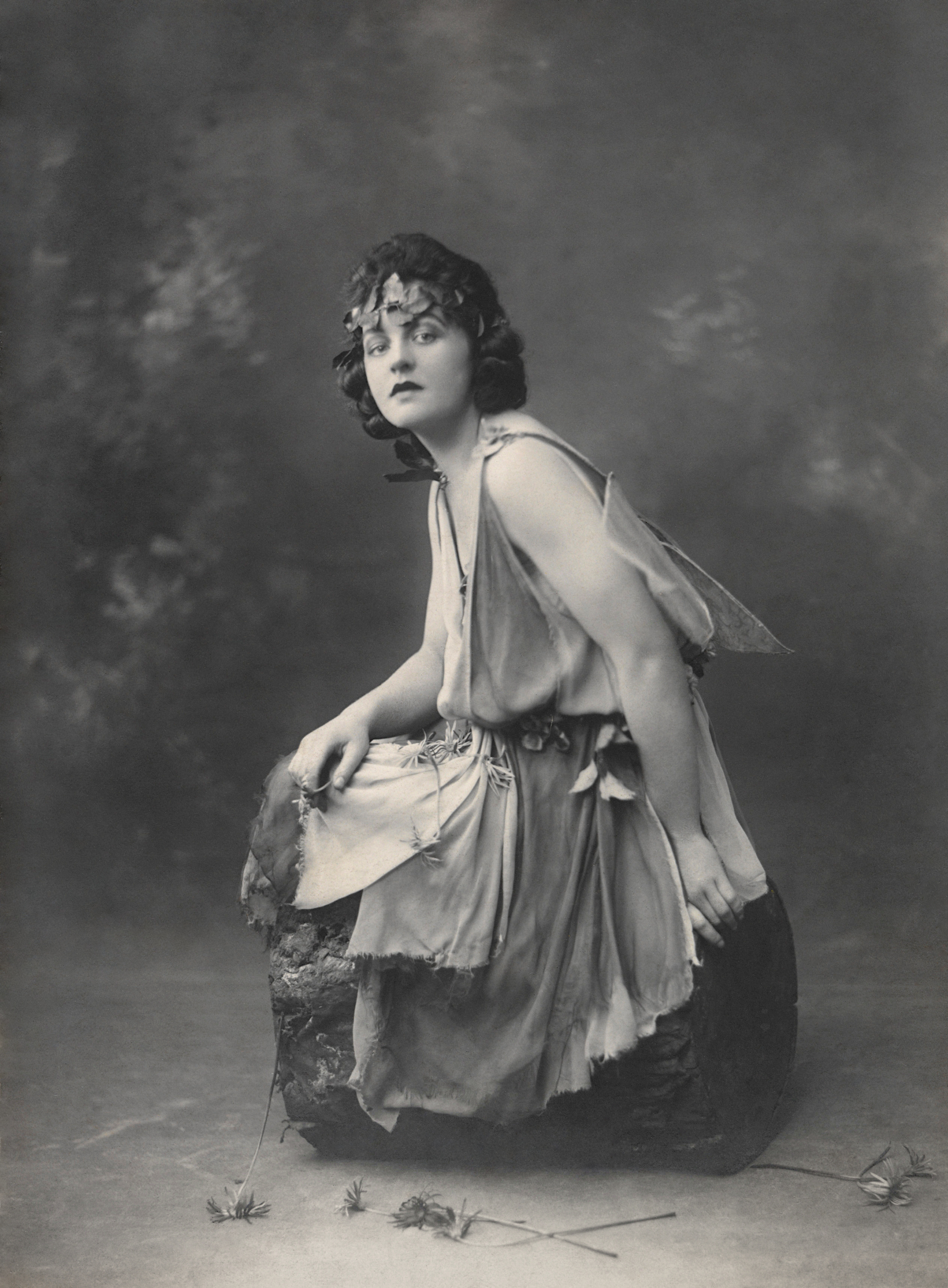
패멀라 린던 트래버스

패멀라 린던 트래버스(Pamela Lyndon Travers, 1899년 8월 9일 ~ 1996년 4월 23일)는 오스트레일리아 출신 영국의 아동문학가이다.
오스트레일리아 퀸즐랜드주 태생이며 어렸을 때부터 시와 이야기 쓰는 것을 좋아하였다. 1924년 영국으로 건너가 배우·댄서·저널리스트 등의 직업을 가졌다. 병이 회복된 뒤 자신의 즐거움을 찾기 위해 집필을 시작한 것이 계기가 되어 작가생활로 들어섰다. 일상생활에서 마법을 가져오는 불가사의한 보모를 주인공으로 한 <바람타고 온 메리 포핀스>(1934)가 큰 호평을 받은 뒤 <돌아온 메리 포핀스>(1935) <문을 여는 메리 포핀스>(1943) <공원의 메리 포핀스>(1952) 등 속편을 계속 내었다. 20세기 판타지의 명작으로 평가되며, 20개 국어로 번역되었다. 그 밖에 <친구 원숭이>(1971) <두 켤레의 구두>(1980), 여행기 등이 있다.